# Pulau Medang
Pulau Medang is een bestuurslaag in het regentschap Lingga van de provincie Riau-archipel, Indonesië. Pulau Medang telt 1115 inwoners (volkstelling 2010).